# Kingia
Kingia,  palmoliki monotipski biljni rod iz porodice Dasypogonaceae, čiji je jedini predstavnik Kingia australis, drvo nalik vrstama iz roda ksantorheja (Xanthorrhoea). Rod i vrstu prvi je opisao Robert Brown u Annales des Sciences Naturelles, 1826., a raste na jugozapadu australskog kontinenta.
Kingia poput ksantorheje raste veoma sporo, i može živjeti nekoliko stotina godina i narasti do osam metara visine.
Ime roda došlo je po Philipu Gidleyu Kingu, utemeljitelj prve europskog naselja na otoku Norfolk i njegovom sinu Philipu Parkeru Kingu.
- K. australis
- K. australis
- K. australis
- K. australis